# Alago
Das Alago (auch arago, aragu, argo und idoma nokwu; ISO 639-3 ist) ist eine idomoide Sprache, die von 35.100 Einwohnern (Stand 2000) des nigerianischen Bundesstaates Nassarawa gesprochen wird.
Das Alago hat vier Dialekte: doma, agwatashi, keana und assaikio. Die Volksgruppe der Alago verwendet inzwischen zumeist die Sprache Englisch als zweite Muttersprache. Einige können als Fremdsprache auch das Haussa [hau].